# مارش دارلينغ
مارش دارلينغ هو لاعب هوكي الجليد كندي، ولد في 31 يناير 1919 في إدنبرة في المملكة المتحدة، وتوفي في 27 أكتوبر 2009.